# Olympische Sommerspiele 1980/Teilnehmer (Spanien)
| Gelbes Symbol für Goldmedaillen mit stilisierten Olympischen Ringen | Graues Symbol für Silbermedaillen mit stilisierten Olympischen Ringen | Braundes Symbol für Bronzemedaillen mit stilisierten Olympischen Ringen |
| ------------------------------------------------------------------- | --------------------------------------------------------------------- | ----------------------------------------------------------------------- |
| 1                                                                   | 3                                                                     | 2                                                                       |

Spanien nahm an den Olympischen Sommerspielen 1980 in Moskau mit einer Delegation von 155 Athleten (146 Männer und 9 Frauen) an 75 Wettkämpfen in 18 Sportarten teil.
Vor dem Hintergrund einer teilweisen Unterstützung des von den USA angeführten Boykotts der Olympischen Sommerspiele 1980 trat Spanien unter der NOC-Flagge an.
Die spanischen Sportler gewannen eine Gold-, drei Silber- und zwei Bronzemedaillen. Olympiasieger wurden die Segler Miguel Noguer und Alejandro Abascal im Flying Dutchman. Silber sicherten sich die Hockeymannschaft der Männer, die Kanuten Guillermo del Riego und Herminio Menéndez im Zweier-Kajak über 500 Meter und der Leichtathlet Jorge Llopart im 50-km-Gehen. Die Bronzemedaille gewannen die Kanuten Herminio Menéndez und Luis Gregorio Ramos im Zweier-Kajak über 1000 Meter und der Schwimmer David López-Zubero über 100 Meter Schmetterling. Fahnenträger bei der Eröffnungsfeier war der Kanute Herminio Menéndez.

## Teilnehmer nach Sportarten

### Basketball
- 4. Platz
Cándido Sibilio
Fernando Romay
Ignacio Solozábal
José Luis Llorente
Juan Manuel López Iturriaga
José María Margall
Juan Antonio Corbalán
Juan de la Cruz
Juan Antonio San Epifanio
Luis Santillana
Manuel Flores
Wayne Brabender

### Bogenschießen
- Antonio Vázquez
Einzel: 29. Platz

- Francisco Peralta
Einzel: 33. Platz

### Fechten
Männer
- Miguel Roca
Florett: 22. Platz

- Jesús Esperanza
Florett: 30. Platz

- José Pérez
Degen: 33. Platz

- Valentín Paraíso
Säbel: 26. Platz

### Fußball
- in der Gruppenphase ausgeschieden
Agustín Gajate
Agustín
Ángel González
Quique Ramos
Paco Buyo
Francisco Güerri
Poli Rincón
Joaquín
Jorge David López
Juanito Gallego
Manuel Zúñiga
Marcos Alonso
Miguel de Andrés
Santiago Urquiaga
Urbano Ortega
Víctor Muñoz

### Handball
- 5. Platz
Agustín Millán
Eugenio Serrano Gispert
Francisco López
Gregorio López
Jesús Albisu
José Novoa
José María Pagoaga
Juan de la Puente
Juan Pedro de Miguel
Juan Francisco Muñoz Melo
Juan José Uría
Vicente Calabuig
Rafael López

### Hockey
- Silber 
José Miguel García
Juan Amat
Santiago Malgosa
Rafael Garralda
Francisco Fábregas
Juan Luís Coghen
Ricardo Cabot
Jaime Arbós
Carlos Roca
Juan Pellón
Miguel de Paz
Miguel Chaves
Juan Arbós
Javier Cabot
Paulino Monsalve
Jaime Zumalacárregui

### Judo
- Ignacio Sanz
Halbmittelgewicht: 5. Platz

- José Antonio Cechini
Mittelgewicht: 13. Platz

### Kanu
Männer
- Guillermo del Riego
Einer-Kajak 1000 m: im Halbfinale ausgeschieden
Zweier-Kajak 500 m: Silber

- Herminio Menéndez
Zweier-Kajak 500 m: Silber 
Zweier-Kajak 1000 m: Bronze

- Luis Gregorio Ramos
Zweier-Kajak 1000 m: Bronze

- Santos Magaz
Einer-Canadier 500 m: 7. Platz
Zweier-Canadier 1000 m: im Halbfinale ausgeschieden

- Narciso Suárez
Einer-Canadier 500 m: 7. Platz
Zweier-Canadier 1000 m: im Halbfinale ausgeschieden

### Leichtathletik
Männer
- Isidoro Hornillos
400 m: im Vorlauf ausgeschieden
4-mal-400-Meter-Staffel: im Vorlauf ausgeschieden

- Antonio Páez
800 m: im Halbfinale ausgeschieden

- Colomán Trabado
800 m: im Halbfinale ausgeschieden
4-mal-400-Meter-Staffel: im Vorlauf ausgeschieden

- José Luis González
1500 m: im Halbfinale ausgeschieden

- José Manuel Abascal
1500 m: im Vorlauf ausgeschieden

- Antonio Prieto
10.000 m: Rennen nicht beendet

- Eleuterio Antón
Marathon: 22. Platz

- Javier Moracho
110 m Hürden: 7. Platz

- Carlos Sala
110 m Hürden: im Halbfinale ausgeschieden

- Juan Lloveras
400 m Hürden: im Halbfinale ausgeschieden

- José Casabona
400 m Hürden: im Vorlauf ausgeschieden
4-mal-400-Meter-Staffel: im Vorlauf ausgeschieden

- Domingo Ramón
3000 m Hindernis: 4. Platz

- Francisco Sánchez
3000 m Hindernis: 5. Platz

- Benjamín González
4-mal-400-Meter-Staffel: im Vorlauf ausgeschieden

- José Marín
20 km Gehen: 5. Platz
50 km Gehen: 6. Platz

- Jorge Llopart
50 km Gehen: Silber

- Roberto Cabrejas
Hochsprung: 16. Platz

- Martín Perarnau
Hochsprung: 22. Platz

- Antonio Corgos
Weitsprung: 7. Platz

- Alberto Solanas
Weitsprung: 17. Platz

- Ramón Cid
Dreisprung: 13. Platz

### Moderner Fünfkampf
- Federico Galera
Einzel: 25. Platz
Mannschaft: 9. Platz

- José Serrano
Einzel: 29. Platz
Mannschaft: 9. Platz

- Manuel Montesinos
Einzel: 32. Platz
Mannschaft: 9. Platz

### Ringen
- Fernando San Isidro
Mittelgewicht, griechisch-römisch: in der 2. Runde ausgeschieden

- Santiago Morales
Schwergewicht, Freistil: in der 2. Runde ausgeschieden

### Rudern
- José Ramón Oyarzábal
Doppel-Zweier: 7. Platz

- José Luis Corta
Doppel-Zweier: 7. Platz

- José Pardas
Zweier ohne Steuermann: im Viertelfinale ausgeschieden

- Luis Miguel Oliver
Zweier ohne Steuermann: im Viertelfinale ausgeschieden

- Joan Solano
Doppel-Vierer: 5. Platz

- Jesús González Guisande
Doppel-Vierer: 5. Platz

- Manuel Vera
Doppel-Vierer: 5. Platz

- Julio Oliver
Doppel-Vierer: 5. Platz

- José Manuel Bermúdez
Vierer mit Steuermann: 4. Platz

- Isidro Martín
Vierer mit Steuermann: 4. Platz

- Salvador Verges
Vierer mit Steuermann: 4. Platz

- Luis Lasúrtegui
Vierer mit Steuermann: 4. Platz

- Javier Sabriá
Vierer mit Steuermann: 4. Platz

### Schießen
- Jaime González
Schnellfeuerpistole 25 m: 22. Platz

- Juan Seguí
Schnellfeuerpistole 25 m: 26. Platz

- Juan Casamajo
Kleinkalibergewehr liegend 50 m: 25. Platz

- José Luis Calvo
Kleinkalibergewehr liegend 50 m: 32. Platz

- Eladio Vallduvi
Trap: 5. Platz

- Ricardo Sancho
Trap: 10. Platz

- Francisco Pérez
Skeet: 7. Platz

- Enrique Camarena
Skeet: 26. Platz

### Schwimmen
Männer
- David López-Zubero
100 m Freistil: im Halbfinale ausgeschieden
200 m Freistil: im Vorlauf ausgeschieden
100 m Schmetterling: Bronze 
4-mal-200-Meter-Freistil-Staffel: im Vorlauf ausgeschieden
4-mal-100-Meter-Lagen-Staffel: im Vorlauf ausgeschieden

- Ramón Lavín
100 m Freistil: im Vorlauf ausgeschieden
200 m Freistil: im Vorlauf ausgeschieden
4-mal-200-Meter-Freistil-Staffel: im Vorlauf ausgeschieden
4-mal-100-Meter-Lagen-Staffel: im Vorlauf ausgeschieden

- Rafael Escalas
400 m Freistil: im Vorlauf ausgeschieden
1500 m Freistil: im Vorlauf ausgeschieden
400 m Lagen: im Vorlauf ausgeschieden

- Juan Carlos Vallejo
4-mal-200-Meter-Freistil-Staffel: im Vorlauf ausgeschieden

- Juan Barro
4-mal-200-Meter-Freistil-Staffel: im Vorlauf ausgeschieden

- Moisés Gosálvez
100 m Rücken: im Vorlauf ausgeschieden
4-mal-100-Meter-Lagen-Staffel: im Vorlauf ausgeschieden

- Gustavo Torrijos
100 m Brust: im Vorlauf ausgeschieden
200 m Brust: im Vorlauf ausgeschieden
4-mal-100-Meter-Lagen-Staffel: im Vorlauf ausgeschieden

Frauen
- Natalia Más
100 m Freistil: im Vorlauf ausgeschieden
200 m Freistil: im Vorlauf ausgeschieden
400 m Freistil: im Vorlauf ausgeschieden
4-mal-100-Meter-Freistil-Staffel: 8. Platz

- Margarita Armengol
4-mal-100-Meter-Freistil-Staffel: 8. Platz

- Laura Flaque
4-mal-100-Meter-Freistil-Staffel: 8. Platz

- Gloria Casado
4-mal-100-Meter-Freistil-Staffel: 8. Platz

### Segeln
- José Luis Doreste
Finn-Dinghy: 17. Platz

- Alfredo Rigau
470er: 6. Platz

- Gustavo Doreste
470er: 6. Platz

- Antonio Gorostegui
Star: 7. Platz

- José María Benavides
Star: 7. Platz

- Alejandro Abascal
Flying Dutchman: Gold

- Miguel Noguer
Flying Dutchman: Gold

### Turnen
Männer
- Gabriel Calvo
Einzelmehrkampf: 28. Platz
Boden: 54. Platz
Pferdsprung: 41. Platz
Barren: 36. Platz
Reck: 40. Platz
Ringe: 50. Platz
Seitpferd: 51. Platz

- José de la Casa
Einzelmehrkampf: 32. Platz
Boden: 55. Platz
Pferdsprung: 46. Platz
Barren: 41. Platz
Reck: 42. Platz
Ringe: 61. Platz
Seitpferd: 52. Platz

- Fernando Bertrand
Einzelmehrkampf: 33. Platz
Boden: 58. Platz
Pferdsprung: 51. Platz
Barren: 43. Platz
Reck: 58. Platz
Ringe: 61. Platz
Seitpferd: 52. Platz

Frauen
- Irene Martínez
Einzelmehrkampf: 22. Platz
Boden: 40. Platz
Pferdsprung: 46. Platz
Stufenbarren: 41. Platz
Schwebebalken: 48. Platz

- Aurora Morata
Einzelmehrkampf: 25. Platz
Boden: 56. Platz
Pferdsprung: 53. Platz
Stufenbarren: 41. Platz
Schwebebalken: 46. Platz

- Gloria Viseras
Einzelmehrkampf: 62. Platz
Boden: 62. Platz
Pferdsprung: 62. Platz
Stufenbarren: 62. Platz
Schwebebalken: 62. Platz

### Wasserball
- 4. Platz
Manuel Delgado
Gaspart Ventura
Antonio Esteller
Federico Sabriá
Manuel Estiarte
Pedro Robert
Jorge Alonso
José Alcázar
Antonio Aguilar Chastellain
Jorge Carmona
Salvador Franch

### Wasserspringen
Männer
- Ricardo Camacho
3 m Kunstspringen: 8. Platz

Frauen
- Carmen Belén Núñez
3 m Kunstspringen: 17. Platz

- Sonia Fernández
3 m Kunstspringen: 19. Platz